# Saint-Germain-d'Arcé

Saint-Germain-d'Arcé este o comună în departamentul Sarthe, Franța. În 2009 avea o populație de 385 de locuitori.